# Nagelen

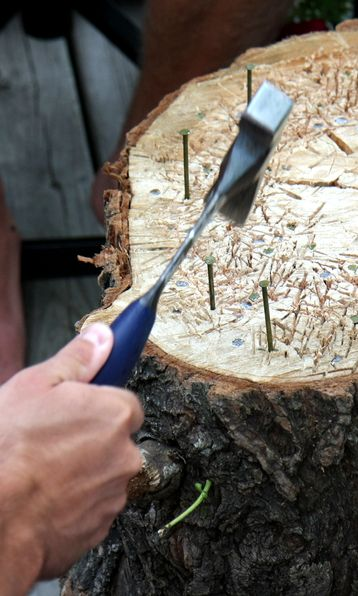

Nagelen of hammerschlagen (Duits: nagelbalken, wettnageln) is een Tirools gezelschaps- en behendigheidsspel uit Oostenrijk. Het wordt meestal tijdens de wintersport in een après-skibar gespeeld.
De bedoeling van het spel is om een spijker zo snel mogelijk in het houten blok te slaan, door middel van het slaan met de kopse kant van de hamer. Dit kan op twee manieren:
1. Je houdt de hamer op de rand van het blok en slaat vanaf daar op de spijker.
2. De hamer ligt op het blok, je pakt deze op en slaat gelijk op de spijker.

Het is zeer gebruikelijk dat diegene die als laatst zijn spijker in het blok heeft, een ronde drankjes voor de overige spelers haalt. 